# Муха 2
«Муха 2» (англ. The Fly II) — кинофильм 1989 года, продолжение фильма «Муха» 1986 года. Главные роли сыграли Эрик Штольц и Дафна Зунига.
Слоган: Каков отец, таков и сын.

## Сюжет
Спустя несколько месяцев после событий первого фильма Вероника Квайф рожает ребёнка от погибшего учёного Сета Брандла. Врачи вытаскивают из её тела бесформенный кокон, напоминающий огромный эмбрион. Вероника, увидев, что́ она родила, умирает от сердечного приступа, а врачи тем временем обнаруживают в коконе обычного человеческого ребёнка. Мальчика называют Мартином, и отныне он живёт в исследовательской лаборатории Антона Бартока, чья фирма финансировала эксперименты его отца. В той же лаборатории производятся опыты по телепортации — учёным удалось собрать такие же устройства телепортации, но они никак не могут подобрать нужный алгоритм. Мартин растёт намного быстрее своих сверстников в физическом и умственном плане и к трём годам выглядит, как 10-летний мальчик. Во время одного из опытов Мартин проникает в лабораторию, где проводят эксперимент с лабораторной собакой, с которой до этого Мартин успел подружиться. После неудачной телепортации изуродованная собака нападает на одного из сотрудников и откусывает ему три пальца на правой руке.
Спустя два года 5-летний Мартин выглядит уже, как взрослый 20-летний парень. Барток показывает ему видеозапись Вероники Квайф, на которой его отец отмечает свой успех с экспериментом, и предлагает продолжить дело Сета Брандла. Мартин соглашается и в конечном итоге находит нужный алгоритм, и первый же эксперимент с котёнком оказывается успешным. Мартину выделяют отдельную квартиру, он знакомится с лаборанткой Бет Логан, и у них постепенно начинается роман. Во время корпоратива Мартин случайно обнаруживает ту самую телепортированную собаку, которую оставили для дальнейших опытов, хотя Барток говорил, что она умерла без мучений. Из жалости Мартин усыпляет её, и с этого момента между ним и сотрудниками компании нарастает недоверие.
В своё время Мартину внушили, что он быстро растёт из-за какой-то необычной болезни, и на этом основании ему регулярно делают уколы, но однажды во время одной из процедур игла ломается, и на руке Мартина остаётся небольшая ранка, которая вскоре начинает увеличиваться в размерах и в ней появляется какая-то слизь, а на руке возникают огромные бугры. Тем временем Бет получает кассету с видеозаписью, из которой молодые люди узнают, что в новой квартире Мартина установлена слежка. Мартин в ярости разбивает скрытую камеру и врывается в лабораторию, где обнаруживает видеозаписи со своим отцом, сделанные в то время, когда Сет Брандл уже начал превращаться в муху, и узнаёт всю правду про отца.
Он пытается решить свою проблему с помощью телепортации, и его исследования показывают, что Мартин должен телепортироваться вместе со здоровым донором, — тогда хромосома Мартина очистится от генов мухи, но последние перейдут в хромосому донора. По понятным причинам Мартин эту идею откладывает. Он сбегает из лаборатории к Бет (перед побегом Мартин ставит на компьютер пароль, при неверном вводе которого вся программа будет стёрта), и они едут к бывшему любовнику Вероники Квайф Статису Борансу, который (по соображениям Мартина) должен знать, как излечиться от этой ужасной мутации; пока они едут к Борансу, лицо Мартина начинает съёживаться и постепенно терять человеческий облик. Но Боранс только подтверждает версию, что единственный выход для Мартина — совместная телепортация со здоровым человеком.
Мартин и Бет снимают номер в гостинице, но той же ночью Мартин начинает обрастать паутиной и превращаться в кокон. Бет в отчаянии вызывает сотрудников лаборатории и Мартина привозят в лабораторию в виде огромного кокона, покрытого толстым панцирем. Через некоторое время из кокона вылупляется огромный шестилапый монстр с клешнями и человеческим разумом — Мартин-муха. Убивая препятствующую ему охрану, Мартин проникает в лабораторию и встаёт перед Бартоком, который хочет застрелить его, однако Мартину удаётся схватить его в свои объятия. Нажимая рукой Бартока, на клавиатуре компьютера он вводит пароль — "DAD" ("ПАПА"), запускает программу и затаскивает Бартока в первый телепод для телепортации. Бет Логан нажимает клавишу «Enter», и происходит телепортация. В этот момент в лабораторию врываются сотрудники, вызванные Бартоком, но поздно — их начальник выползает из второго телепода в виде бесформенной шевелящейся массы, а вслед за ним вылезает Мартин в человеческом обличье, ещё облепленный паутиной и слизью, но живой и невредимый.
В последних кадрах показывают изуродованного телепортацией Бартока, которого теперь содержат в том же помещении, где содержали изувеченную собаку. На фоне того, как мутировавший Барток ест из кормушки, показывают сидящую муху.

## В ролях
| Актёр             | Роль                   |
| ----------------- | ---------------------- |
| Эрик Штольц       | Мартин Брандл          |
| Дафна Зунига      | Бет Логан              |
| Ли Ричардсон      | Антон Барток           |
| Джон Гетц         | Статис Боранс          |
| Гари Чок          | Скорби                 |
| Сэффрон Хендерсон | Вероника Квайф         |
| Харли Кросс       | Мартин Брандл (10 лет) |

## Критика
- На американском интернет-агрегаторе Rotten Tomatoes рейтинг одобрения фильма составляет 29% на основе 17 рецензий с средневзвешенным рейтингом 4,57/10[3].
- На Metacritic, который присваивает рецензиям нормализованный рейтинг, фильм имеет средневзвешенный балл 36 из 100, основанный на рецензиях 15-ти критиков, что указывает на «в целом неблагоприятные отзывы»[4].
- Джанет Маслин из «Нью-Йорк Таймс» написана на фильм негативную рецензию, в которой указала: «Единственное, в чем он соответствует „Мухе“ господина Кроненберга — это в его абсолютной отталкивающей манере, поскольку в последние полчаса этот фильм вырождается в череду покрытых слизью, сочащихся гноем спецэффектов»[5].
- Ричард Харрингтон из «Вашингтон Пост» выступил с аналогичной критикой фильма, назвав сценарий картины «плоским», а спецэффекты фильма охарактеризовал как «неуклюжие»[6].
- Писатель и кинокритик Леонард Малтин присвоил фильму самую низкую оценку, назвав картину «попеременно скучной и беспорядочной, но в основном скучной»[7].
- Дэвид Хьюз из журнала «Empire» присудил фильму 3 из 5 звезд, написав: «Хотя эта „муха“ не так тщательно написана по сценарию или остро срежиссирована, как её „родитель“, в ней есть темп, захватывающее дух напряжение и своего рода отвратительные эффекты, которые исключают шашлыки на некоторое время после показа титров»[8].
- Райан Ламби из Den of Geek отметил, что, хотя фильм «не был особенно умным… как упражнение в чистом, окрашенном в бордовый цвет развлечении, он заслуживает гораздо большей оценки, чем зачастую получает»[9].

## Дополнительные факты
- Режиссёром фильма был Крис Уолас, который занимался гримировкой Джеффа Голдблюма (Брандла-мухи) в первом фильме.
- Фильм содержит тонкую отсылку к Дэвиду Кроненбергу, режиссёру первой части. В сцене, когда 4-летний Мартин пробирается мимо спящего охранника, рядом с последним можно заметить книгу «Облик ярости» (англ. The Shape of Rage), в которой обсуждаются фильмы режиссёра. Сам Кроненберг изображён на обложке.
- Джон Гетц был единственным актёром из первого фильма, согласившимся сняться в сиквеле.
- Видеозапись интервью отца, которую просматривает Мартин, является удалённой сценой из первой части. Вместо Джины Дэвис Веронику переозвучила Сэффрон Хендерсон.
- Мартин Брандл узнаёт правду о своей болезни, посмотрев видеозапись с отцом, начавшим превращаться в муху. Однако по сюжету первой части данный эпизод не был заснят на плёнку.
- В сценарии фильма раскрывается причина, почему Статис Боранс живёт в отдельном загородном доме — он получил его в качестве взятки за молчание о произошедшем (при этом Барток ему сообщил, что Вероника погибла вместе с ребёнком). Также в раннем варианте сценария именно он забрал диски с правильно работающей программой телеподов до того, как аппаратами завладел Барток. Однако позднее эту деталь убрали, поэтому в окончательном варианте фильма остаётся неясным, почему телеподы перестали нормально функционировать.
- Главный герой назван в честь британского гонщика Мартина Брандла[10].